# Sri Lanka na Letnich Igrzyskach Olimpijskich 1980
Sri Lankę na Letnich Igrzyskach Olimpijskich 1980 reprezentowało czterech zawodników. Był to 8. start reprezentacji Sri Lanki w letnich igrzyskach olimpijskich.

## Skład kadry

### Lekkoatletyka
Mężczyźni
- Samararatne Dharmasena, Newton Perera, Appunidage Premachandra, Kosala Sahabandu - 4 × 400 metrów - odpadli w eliminacjach